# National Democratic Focus
National Democratic Focus (deutsch Nationaldemokratischer Fokus) ist eine politische Partei in Sambia.
National Democratic Focus muss vom National Democratic Forum auseinandergehalten werden. Letzteres ist ein Wahlbündnis, das später seinen Namen in United Democratic Alliance geändert hat, um besser unterscheidbar zu sein. Die Wahlallianz National Democratic Front hingegen ist eine Vorläuferorganisation des NDF.

## Geschichte
Die NDF entstand aus dem Zusammenschluss der Reform Party unter dem ehemaligen Vizepräsidenten Nevers Mumba, der Party for Unity, der Democracy and Development und dem Zambia Democratic Congress. Dieser Zusammenschluss geschah auf der Gründungsversammlung am 17. und 18. Juni 2006 mit Blick auf die anstehenden Wahlen.
Als Präsidentschaftskandidat für den NDF wurde der frühere Verteidigungsminister, Benjamin Mwila, nominiert, der eigentlich zur Zambia Republic Party gehört und somit zum Wahlbündnis Zambia Alliance for Progress, für das Dean Mung'omba in die Wahlen in Sambia 2006 ging. Doch das war typisch für diese Wahl, in der führende Politiker versuchten, die stärksten Wahlbündnisse hinter sich zu bringen, um die Wahlen zu gewinnen. Von denen war klar, dass sich in ihnen das künftige Parteiensystem herausbilden würde.